# Coppa Italia Serie C 1982-1983
La Coppa Italia di Serie C 1982-1983 è stata la seconda edizione (l'undicesima da quando si chiamava Coppa Italia Semiprofessionisti) di quella che oggi si chiama Coppa Italia Lega Pro. La vincitrice è stata la Carrarese che si è aggiudicata il trofeo per la prima volta nella sua storia battendo il Fano nella finale a doppia sfida.

## Formula
Da questa edizione diminuisce il numero di squadre che partecipano alla fase a gironi, in quanto 12 società (quelle classificate nel precedente campionato dal 3º al 6º posto nei due gironi di C1 e le 4 retrocesse dalle B) hanno saltato il primo turno in quanto impegnate nella Coppa Italia di serie A e B, ed ammesse direttamente alla fase finale insieme alle 24 vincitrici dei gironi eliminatori, i quali sono composti da 4 squadre che si incontrano in gare di andata e ritorno. Inoltre per portare da 36 a 32 le squadre per i sedicesimi sono state sorteggiati 8 club che si affrontano in un'ulteriore eliminatoria. La finale si disputa con gare di andata e ritorno.

## Partecipanti
Girone A:  Asti TSC  Casale  Novara  Omegna
Girone B:  Lecco  Legnano  Pro Patria  Rhodense
Girone C:  Alessandria  Derthona  Pavia  Vogherese
Girone D:  Fanfulla  Pergocrema  Piacenza  Sant'Angelo
Girone E:  Mantova  Ospitaletto  Parma  Trento
Girone F:  Conegliano  Monselice  Montebelluna  Treviso
Girone G:  Gorizia  Mestre  Mira  Pordenone
Girone H:  Imperia  Sanremese  Savona  Spezia
Girone K:  Carrarese  Livorno  Pontedera  Torres
Girone L:  Cerretese  Montecatini  Rondinella Marzocco  Siena
Girone M:  Empoli  Grosseto  Lucchese  Prato
Girone N:  Cattolica  Fano  Forlì  Ravenna
Girone O:  Ancona  Jesi  Osimana  Vigor Senigallia
Girone P:  Civitanovese  Elpidiense  Giulianova  Maceratese
Girone Q:  Avezzano  Francavilla  Lanciano  Teramo
Girone R:  Banco di Roma  Civitavecchia  Foligno  Ternana
Girone S:  Carbonia  Frosinone  Latina  Sant'Elena
Girone T:  Casertana  Casoria  Frattese  Grumese
Girone U:  Campania  Ercolanese  Sorrento  Turris
Girone V:  Barletta  Brindisi  Matera  Monopoli
Girone W:  Gioventù Brindisi  Martina  Taranto  Casarano
Girone X:  Cosenza  Palmese  Potenza  Rende
Girone Y:  Gioiese  Messina  Reggina  Siracusa
Girone Z:  Akragas  Alcamo  Licata  Marsala

## Fase eliminatoria a gironi
Le partite furono disputate tra il 22 agosto e il 12 settembre; in caso di arrivo in parità di due o più squadre si teneva conto della differenza reti.

### Girone A
| Squadra     | P.ti | G | V | N | P | GF | GS | DR  |
| ----------- | ---- | - | - | - | - | -- | -- | --- |
| 1. Novara   | 8    | 6 | 3 | 2 | 1 | 6  | 1  | + 5 |
| 2. Casale   | 8    | 6 | 3 | 2 | 1 | 8  | 4  | + 4 |
| 3. Asti TSC | 4    | 6 | 1 | 2 | 3 | 3  | 6  | - 3 |
| 4. Omegna   | 4    | 6 | 1 | 2 | 3 | 4  | 10 | - 6 |

Date: 22, 25, 29 agosto, 1, 5, 12 settembre
| Squadra #1 | Squadra #2 | Andata | Ritorno |
| ---------- | ---------- | ------ | ------- |
| Novara     | Asti TSC   | 0 - 0  | 1 - 0   |
| Omegna     | Casale     | 1 - 1  | 1 - 3   |
| Asti TSC   | Omegna     | 1 - 1  | 1 - 0   |
| Casale     | Novara     | 0 - 0  | 0 - 1   |
| Casale     | Asti TSC   | 2 - 0  | 2 - 1   |
| Omegna     | Novara     | 1 - 0  | 0 - 4   |

### Girone B
| Squadra       | P.ti | G | V | N | P | GF | GS | DR  |
| ------------- | ---- | - | - | - | - | -- | -- | --- |
| 1. Legnano    | 9    | 6 | 3 | 3 | 0 | 11 | 4  | + 7 |
| 2. Pro Patria | 8    | 6 | 2 | 4 | 0 | 9  | 7  | + 2 |
| 3. Rhodense   | 6    | 6 | 1 | 4 | 1 | 8  | 9  | - 1 |
| 4. Lecco      | 1    | 6 | 0 | 1 | 5 | 8  | 16 | - 8 |

| Squadra #1 | Squadra #2 | Andata | Ritorno |
| ---------- | ---------- | ------ | ------- |
| Legnano    | Lecco      | 3 - 0  | 3 - 1   |
| Pro Patria | Rhodense   | 1 - 1  | 1 - 1   |
| Lecco      | Pro Patria | 1 - 2  | 2 - 3   |
| Rhodense   | Legnano    | 0 - 0  | 1 - 3   |
| Pro Patria | Legnano    | 1 - 1  | 1 - 1   |
| Rhodense   | Lecco      | 2 - 1  | 3 - 3   |

### Girone C
| Squadra        | P.ti | G | V | N | P | GF | GS | DR  |
| -------------- | ---- | - | - | - | - | -- | -- | --- |
| 1. Derthona    | 9    | 6 | 4 | 1 | 1 | 5  | 2  | + 3 |
| 2. Pavia       | 8    | 6 | 3 | 2 | 1 | 8  | 6  | + 2 |
| 3. Alessandria | 4    | 6 | 1 | 2 | 3 | 1  | 3  | - 2 |
| 4. Vogherese   | 3    | 6 | 0 | 3 | 3 | 4  | 7  | - 3 |

| Squadra #1  | Squadra #2  | Andata | Ritorno |
| ----------- | ----------- | ------ | ------- |
| Derthona    | Vogherese   | 1 - 0  | 0 - 0   |
| Pavia       | Alessandria | 0 - 0  | 1 - 0   |
| Alessandria | Derthona    | 0 - 1  | 0 - 1   |
| Vogherese   | Pavia       | 2 - 3  | 2 - 2   |
| Alessandria | Vogherese   | 1 - 0  | 0 - 0   |
| Pavia       | Derthona    | 1 - 2  | 1 - 0   |

### Girone D
| Squadra        | P.ti | G | V | N | P | GF | GS | DR  |
| -------------- | ---- | - | - | - | - | -- | -- | --- |
| 1. Piacenza    | 9    | 6 | 3 | 3 | 0 | 11 | 6  | + 5 |
| 2. Fanfulla    | 6    | 6 | 1 | 4 | 1 | 6  | 6  | = 0 |
| 3. Pergocrema  | 6    | 6 | 1 | 4 | 1 | 4  | 5  | - 1 |
| 4. Sant'Angelo | 3    | 6 | 0 | 3 | 3 | 4  | 8  | - 4 |

| Squadra #1  | Squadra #2  | Andata | Ritorno |
| ----------- | ----------- | ------ | ------- |
| Fanfulla    | Pergocrema  | 0 - 0  | 0 - 0   |
| Piacenza    | Sant'Angelo | 1 - 1  | 2 - 0   |
| Pergocrema  | Piacenza    | 1 - 1  | 2 - 4   |
| Sant'Angelo | Fanfulla    | 2 - 2  | 1 - 2   |
| Fanfulla    | Piacenza    | 1 - 2  | 1 - 1   |
| Pergocrema  | Sant'Angelo | 1 - 0  | 0 - 0   |

### Girone E
| Squadra        | P.ti | G | V | N | P | GF | GS | DR  |
| -------------- | ---- | - | - | - | - | -- | -- | --- |
| 1. Parma       | 9    | 6 | 3 | 3 | 0 | 10 | 1  | + 9 |
| 2. Ospitaletto | 6    | 6 | 1 | 4 | 1 | 4  | 5  | - 1 |
| 3. Mantova     | 5    | 6 | 1 | 3 | 2 | 3  | 9  | - 6 |
| 4. Trento      | 4    | 6 | 0 | 4 | 2 | 4  | 6  | - 2 |

| Squadra #1  | Squadra #2  | Andata | Ritorno |
| ----------- | ----------- | ------ | ------- |
| Mantova     | Ospitaletto | 0 - 0  | 0 - 0   |
| Trento      | Parma       | 0 - 0  | 0 - 0   |
| Mantova     | Trento      | 3 - 2  | 0 - 0   |
| Ospitaletto | Parma       | 1 - 3  | 0 - 0   |
| Parma       | Mantova     | 2 - 0  | 5 - 0   |
| Trento      | Ospitaletto | 1 - 2  | 1 - 1   |

### Girone F
| Squadra         | P.ti | G | V | N | P | GF | GS | DR  |
| --------------- | ---- | - | - | - | - | -- | -- | --- |
| 1. Treviso      | 10   | 6 | 4 | 2 | 0 | 10 | 4  | + 6 |
| 2. Conegliano   | 6    | 6 | 1 | 4 | 1 | 3  | 3  | = 0 |
| 3. Montebelluna | 4    | 6 | 0 | 4 | 2 | 5  | 7  | - 2 |
| 4. Monselice    | 4    | 6 | 1 | 2 | 3 | 4  | 8  | - 4 |

| Squadra #1   | Squadra #2   | Andata | Ritorno |
| ------------ | ------------ | ------ | ------- |
| Conegliano   | Monselice    | 1 - 0  | 0 - 0   |
| Montebelluna | Treviso      | 1 - 1  | 1 - 2   |
| Conegliano   | Treviso      | 0 - 1  | 0 - 0   |
| Monselice    | Montebelluna | 2 - 1  | 0 - 0   |
| Montebelluna | Conegliano   | 1 - 1  | 1 - 1   |
| Treviso      | Monselice    | 2 - 1  | 4 - 1   |

### Girone G
| Squadra      | P.ti | G | V | N | P | GF | GS | DR  |
| ------------ | ---- | - | - | - | - | -- | -- | --- |
| 1. Gorizia   | 9    | 6 | 3 | 3 | 0 | 4  | 1  | + 3 |
| 2. Mestre    | 8    | 6 | 2 | 4 | 0 | 8  | 6  | + 2 |
| 3. Pordenone | 4    | 6 | 1 | 2 | 3 | 5  | 6  | - 1 |
| 4. Mira      | 3    | 6 | 1 | 1 | 4 | 5  | 9  | - 4 |

| Squadra #1 | Squadra #2 | Andata | Ritorno |
| ---------- | ---------- | ------ | ------- |
| Gorizia    | Mestre     | 1 - 1  | 0 - 0   |
| Mira       | Pordenone  | 1 - 0  | 1 - 3   |
| Mestre     | Mira       | 0 - 0  | 4 - 3   |
| Pordenone  | Gorizia    | 0 - 0  | 0 - 1   |
| Mira       | Gorizia    | 0 - 1  | 0 - 1   |
| Pordenone  | Mestre     | 2 - 2  | 0 - 1   |

### Girone H
| Squadra      | P.ti | G | V | N | P | GF | GS | DR  |
| ------------ | ---- | - | - | - | - | -- | -- | --- |
| 1. Sanremese | 8    | 6 | 3 | 2 | 1 | 6  | 3  | + 3 |
| 2. Imperia   | 7    | 6 | 3 | 1 | 2 | 7  | 4  | + 3 |
| 3. Spezia    | 6    | 6 | 3 | 0 | 3 | 5  | 8  | - 3 |
| 4. Savona    | 3    | 6 | 1 | 1 | 4 | 4  | 7  | - 3 |

| Squadra #1 | Squadra #2 | Andata | Ritorno |
| ---------- | ---------- | ------ | ------- |
| Savona     | Imperia    | 0 - 2  | 1 - 2   |
| Spezia     | Sanremese  | 2 - 1  | 0 - 2   |
| Imperia    | Spezia     | 2 - 0  | 1 - 2   |
| Savona     | Sanremese  | 1 - 2  | 0 - 0   |
| Sanremese  | Imperia    | 1 - 0  | 0 - 0   |
| Spezia     | Savona     | 1 - 0  | 0 - 2   |

### Girone K
| Squadra      | P.ti | G | V | N | P | GF | GS | DR  |
| ------------ | ---- | - | - | - | - | -- | -- | --- |
| 1. Carrarese | 11   | 6 | 5 | 1 | 0 | 9  | 4  | + 5 |
| 2. Torres    | 6    | 6 | 2 | 2 | 2 | 8  | 8  | = 0 |
| 3. Livorno   | 5    | 6 | 1 | 3 | 2 | 7  | 8  | - 1 |
| 4. Pontedera | 2    | 6 | 0 | 2 | 4 | 4  | 8  | - 4 |

| Squadra #1 | Squadra #2 | Andata | Ritorno |
| ---------- | ---------- | ------ | ------- |
| Carrarese  | Torres     | 2 - 1  | 3 - 2   |
| Livorno    | Pontedera  | 1 - 1  | 3 - 2   |
| Livorno    | Carrarese  | 1 - 1  | 0 - 1   |
| Pontedera  | Torres     | 1 - 1  | 0 - 1   |
| Carrarese  | Pontedera  | 1 - 0  | 1 - 0   |
| Torres     | Livorno    | 2 - 1  | 1 - 1   |

### Girone L
| Squadra                | P.ti | G | V | N | P | GF | GS | DR  |
| ---------------------- | ---- | - | - | - | - | -- | -- | --- |
| 1. Rondinella Marzocco | 9    | 6 | 3 | 3 | 0 | 10 | 1  | + 9 |
| 2. Siena               | 8    | 6 | 3 | 2 | 1 | 12 | 5  | + 7 |
| 3. Cerretese           | 7    | 6 | 3 | 1 | 2 | 14 | 6  | + 8 |
| 4. Montecatini         | 0    | 6 | 0 | 0 | 6 | 3  | 27 | -24 |

| Squadra #1          | Squadra #2          | Andata | Ritorno |
| ------------------- | ------------------- | ------ | ------- |
| Cerretese           | Siena               | 1 - 0  | 2 - 3   |
| Rondinella Marzocco | Montecatini         | 6 - 0  | 2 - 0   |
| Montecatini         | Cerretese           | 0 - 4  | 2 - 7   |
| Siena               | Rondinella Marzocco | 1 - 1  | 0 - 0   |
| Montecatini         | Siena               | 1 - 2  | 0 - 6   |
| Rondinella Marzocco | Cerretese           | 1 - 0  | 0 - 0   |

### Girone M
| Squadra     | P.ti | G | V | N | P | GF | GS | DR  |
| ----------- | ---- | - | - | - | - | -- | -- | --- |
| 1. Prato    | 8    | 6 | 3 | 2 | 1 | 6  | 4  | + 2 |
| 2. Empoli   | 7    | 6 | 3 | 1 | 2 | 5  | 3  | + 2 |
| 3. Grosseto | 5    | 6 | 2 | 1 | 3 | 5  | 7  | - 2 |
| 4. Lucchese | 4    | 6 | 2 | 0 | 4 | 5  | 7  | - 2 |

| Squadra #1 | Squadra #2 | Andata | Ritorno |
| ---------- | ---------- | ------ | ------- |
| Empoli     | Prato      | 0 - 0  | 0 - 1   |
| Lucchese   | Grosseto   | 1 - 0  | 1 - 2   |
| Grosseto   | Empoli     | 1 - 0  | 1 - 2   |
| Prato      | Lucchese   | 1 - 0  | 1 - 3   |
| Grosseto   | Prato      | 1 - 1  | 0 - 2   |
| Lucchese   | Empoli     | 0 - 2  | 0 - 1   |

### Girone N
| Squadra      | P.ti | G | V | N | P | GF | GS | DR  |
| ------------ | ---- | - | - | - | - | -- | -- | --- |
| 1. Fano      | 9    | 6 | 4 | 1 | 1 | 10 | 6  | + 4 |
| 2. Forlì     | 6    | 6 | 2 | 2 | 2 | 7  | 8  | - 1 |
| 3. Cattolica | 5    | 6 | 1 | 3 | 2 | 2  | 3  | - 1 |
| 4. Ravenna   | 4    | 6 | 1 | 2 | 3 | 6  | 8  | - 2 |

| Squadra #1 | Squadra #2 | Andata | Ritorno |
| ---------- | ---------- | ------ | ------- |
| Cattolica  | Forlì      | 0 - 1  | 0 - 0   |
| Ravenna    | Fano       | 0 - 1  | 2 - 3   |
| Fano       | Cattolica  | 0 - 0  | 2 - 1   |
| Forlì      | Ravenna    | 2 - 3  | 1 - 1   |
| Cattolica  | Ravenna    | 0 - 0  | 1 - 0   |
| Forlì      | Fano       | 2 - 1  | 1 - 3   |

### Girone O
| Squadra             | P.ti | G | V | N | P | GF | GS | DR  |
| ------------------- | ---- | - | - | - | - | -- | -- | --- |
| 1. Jesi             | 7    | 6 | 3 | 1 | 2 | 10 | 8  | + 2 |
| 2. Osimana          | 7    | 6 | 3 | 1 | 2 | 11 | 10 | + 1 |
| 3. Vigor Senigallia | 5    | 6 | 2 | 1 | 3 | 9  | 9  | = 0 |
| 4. Ancona           | 5    | 6 | 1 | 3 | 2 | 8  | 11 | - 3 |

| Squadra #1       | Squadra #2       | Andata | Ritorno |
| ---------------- | ---------------- | ------ | ------- |
| Osimana          | Ancona           | 4 - 1  | 2 - 2   |
| Vigor Senigallia | Jesi             | 2 - 1  | 1 - 3   |
| Ancona           | Vigor Senigallia | 1 - 1  | 2 - 1   |
| Jesi             | Osimana          | 2 - 1  | 1 - 2   |
| Jesi             | Ancona           | 1 - 0  | 2 - 2   |
| Vigor Senigallia | Osimana          | 4 - 1  | 0 - 1   |

### Girone P
| Squadra         | P.ti | G | V | N | P | GF | GS | DR  |
| --------------- | ---- | - | - | - | - | -- | -- | --- |
| 1. Maceratese   | 8    | 6 | 3 | 2 | 1 | 8  | 5  | + 3 |
| 2. Civitanovese | 8    | 6 | 3 | 2 | 1 | 5  | 3  | + 2 |
| 3. Elpidiense   | 4    | 6 | 0 | 4 | 2 | 3  | 5  | - 2 |
| 4. Giulianova   | 4    | 6 | 1 | 2 | 3 | 4  | 7  | - 3 |

| Squadra #1   | Squadra #2   | Andata | Ritorno |
| ------------ | ------------ | ------ | ------- |
| Elpidiense   | Giulianova   | 1 - 1  | 0 - 1   |
| Maceratese   | Civitanovese | 2 - 1  | 0 - 1   |
| Civitanovese | Elpidiense   | 1 - 1  | 0 - 0   |
| Maceratese   | Giulianova   | 2 - 0  | 2 - 2   |
| Elpidiense   | Maceratese   | 1 - 1  | 0 - 1   |
| Giulianova   | Civitanovese | 0 - 1  | 0 - 1   |

### Girone Q
| Squadra        | P.ti | G | V | N | P | GF | GS | DR  |
| -------------- | ---- | - | - | - | - | -- | -- | --- |
| 1. Francavilla | 8    | 6 | 3 | 2 | 1 | 6  | 3  | + 3 |
| 2. Avezzano    | 6    | 6 | 1 | 4 | 1 | 3  | 3  | = 0 |
| 3. Teramo      | 6    | 6 | 2 | 2 | 2 | 4  | 5  | - 1 |
| 4. Lanciano    | 4    | 6 | 1 | 2 | 3 | 3  | 5  | - 2 |

| Squadra #1  | Squadra #2  | Andata | Ritorno |
| ----------- | ----------- | ------ | ------- |
| Francavilla | Lanciano    | 1 - 0  | 0 - 0   |
| Teramo      | Avezzano    | 0 - 0  | 0 - 0   |
| Francavilla | Avezzano    | 1 - 0  | 1 - 1   |
| Lanciano    | Teramo      | 1 - 0  | 1 - 2   |
| Avezzano    | Lanciano    | 0 - 0  | 2 - 1   |
| Teramo      | Francavilla | 1 - 0  | 1 - 3   |

### Girone R
| Squadra          | P.ti | G | V | N | P | GF | GS | DR  |
| ---------------- | ---- | - | - | - | - | -- | -- | --- |
| 1. Banco di Roma | 8    | 6 | 3 | 2 | 1 | 6  | 5  | + 1 |
| 2. Ternana       | 7    | 6 | 2 | 3 | 1 | 3  | 1  | + 2 |
| 3. Foligno       | 5    | 6 | 2 | 1 | 3 | 6  | 6  | = 0 |
| 4. Civitavecchia | 4    | 6 | 1 | 2 | 3 | 3  | 6  | - 2 |

| Squadra #1    | Squadra #2    | Andata | Ritorno |
| ------------- | ------------- | ------ | ------- |
| Banco di Roma | Ternana       | 1 - 0  | 0 - 0   |
| Foligno       | Civitavecchia | 2 - 1  | 0 - 1   |
| Banco di Roma | Civitavecchia | 2 - 1  | 0 - 0   |
| Ternana       | Foligno       | 1 - 0  | 0 - 0   |
| Civitavecchia | Ternana       | 0 - 0  | 0 - 2   |
| Foligno       | Banco di Roma | 2 - 0  | 2 - 3   |

### Girone S
| Squadra       | P.ti | G | V | N | P | GF | GS | DR  |
| ------------- | ---- | - | - | - | - | -- | -- | --- |
| 1. Carbonia   | 8    | 6 | 2 | 4 | 0 | 6  | 3  | + 3 |
| 2. Frosinone  | 7    | 6 | 2 | 3 | 1 | 9  | 4  | + 5 |
| 3. Sant'Elena | 6    | 6 | 1 | 4 | 1 | 6  | 6  | = 0 |
| 4. Latina     | 3    | 6 | 0 | 3 | 3 | 5  | 13 | - 8 |

| Squadra #1 | Squadra #2 | Andata | Ritorno |
| ---------- | ---------- | ------ | ------- |
| Carbonia   | Frosinone  | 2 - 1  | 0 - 0   |
| Latina     | Sant'Elena | 2 - 2  | 1 - 2   |
| Carbonia   | Latina     | 2 - 0  | 1 - 1   |
| Frosinone  | Sant'Elena | 1 - 0  | 1 - 1   |
| Latina     | Frosinone  | 0 - 0  | 1 - 6   |
| Sant'Elena | Carbonia   | 1 - 1  | 0 - 0   |

### Girone T
| Squadra      | P.ti | G | V | N | P | GF | GS | DR  |
| ------------ | ---- | - | - | - | - | -- | -- | --- |
| 1. Casertana | 9    | 6 | 3 | 3 | 0 | 6  | 1  | + 5 |
| 2. Frattese  | 8    | 6 | 3 | 2 | 1 | 9  | 8  | + 1 |
| 3. Grumese   | 4    | 6 | 1 | 2 | 3 | 5  | 7  | - 2 |
| 4. Casoria   | 3    | 6 | 1 | 1 | 4 | 4  | 8  | - 4 |

| Squadra #1 | Squadra #2 | Andata | Ritorno |
| ---------- | ---------- | ------ | ------- |
| Casertana  | Grumese    | 0 - 0  | 0 - 0   |
| Frattese   | Casoria    | 2 - 2  | 1 - 0   |
| Casoria    | Casertana  | 0 - 2  | 0 - 1   |
| Frattese   | Grumese    | 2 - 1  | 3 - 2   |
| Casertana  | Frattese   | 2 - 0  | 1 - 1   |
| Grumese    | Casoria    | 1 - 0  | 1 - 2   |

### Girone U
| Squadra       | P.ti | G | V | N | P | GF | GS | DR  |
| ------------- | ---- | - | - | - | - | -- | -- | --- |
| 1. Campania   | 10   | 6 | 4 | 2 | 0 | 9  | 0  | + 9 |
| 2. Turris     | 7    | 6 | 2 | 3 | 1 | 3  | 3  | = 0 |
| 3. Ercolanese | 4    | 6 | 0 | 4 | 2 | 2  | 7  | - 5 |
| 4. Sorrento   | 3    | 6 | 0 | 3 | 3 | 1  | 5  | - 4 |

| Squadra #1 | Squadra #2 | Andata | Ritorno |
| ---------- | ---------- | ------ | ------- |
| Sorrento   | Campania   | 0 - 1  | 0 - 2   |
| Turris     | Ercolanese | 1 - 1  | 1 - 0   |
| Ercolanese | Sorrento   | 1 - 1  | 0 - 0   |
| Turris     | Campania   | 0 - 0  | 0 - 2   |
| Campania   | Ercolanese | 4 - 0  | 0 - 0   |
| Sorrento   | Turris     | 0 - 1  | 0 - 0   |

### Girone V
| Squadra     | P.ti | G | V | N | P | GF | GS | DR  |
| ----------- | ---- | - | - | - | - | -- | -- | --- |
| 1. Barletta | 9    | 6 | 3 | 3 | 0 | 8  | 4  | + 4 |
| 2. Brindisi | 7    | 6 | 2 | 3 | 1 | 7  | 5  | + 2 |
| 3. Monopoli | 5    | 6 | 0 | 5 | 1 | 5  | 6  | - 1 |
| 4. Matera   | 3    | 6 | 1 | 1 | 4 | 6  | 11 | - 5 |

| Squadra #1 | Squadra #2 | Andata | Ritorno |
| ---------- | ---------- | ------ | ------- |
| Matera     | Barletta   | 0 - 2  | 1 - 2   |
| Monopoli   | Brindisi   | 0 - 0  | 1 - 1   |
| Brindisi   | Matera     | 2 - 1  | 3 - 1   |
| Monopoli   | Barletta   | 2 - 2  | 0 - 0   |
| Barletta   | Brindisi   | 1 - 1  | 1 - 0   |
| Matera     | Monopoli   | 1 - 0  | 2 - 2   |

### Girone W
| Squadra              | P.ti | G | V | N | P | GF | GS | DR  |
| -------------------- | ---- | - | - | - | - | -- | -- | --- |
| 1. Gioventù Brindisi | 10   | 6 | 4 | 2 | 0 | 5  | 1  | + 4 |
| 2. Taranto           | 5    | 6 | 2 | 1 | 3 | 3  | 3  | = 0 |
| 3. Casarano          | 5    | 6 | 1 | 3 | 2 | 3  | 4  | - 1 |
| 4. Martina           | 4    | 6 | 0 | 4 | 2 | 3  | 6  | - 3 |

| Squadra #1        | Squadra #2        | Andata | Ritorno |
| ----------------- | ----------------- | ------ | ------- |
| Gioventù Brindisi | Taranto           | 1 - 0  | 1 - 0   |
| Martina           | Casarano          | 2 - 2  | 0 - 0   |
| Martina           | Taranto           | 0 - 2  | 0 - 0   |
| Casarano          | Gioventù Brindisi | 0 - 1  | 0 - 0   |
| Gioventù Brindisi | Martina           | 1 - 0  | 1 - 1   |
| Taranto           | Casarano          | 1 - 0  | 0 - 1   |

### Girone X
| Squadra    | P.ti | G | V | N | P | GF | GS | DR   |
| ---------- | ---- | - | - | - | - | -- | -- | ---- |
| 1. Cosenza | 11   | 6 | 5 | 1 | 0 | 17 | 2  | + 15 |
| 2. Rende   | 9    | 6 | 4 | 1 | 1 | 8  | 2  | + 6  |
| 3. Potenza | 4    | 6 | 2 | 0 | 4 | 7  | 7  | = 0  |
| 4. Palmese | 0    | 6 | 0 | 0 | 6 | 1  | 22 | - 21 |

| Squadra #1 | Squadra #2 | Andata | Ritorno |
| ---------- | ---------- | ------ | ------- |
| Palmese    | Cosenza    | 1 - 4  | 0 - 8   |
| Rende      | Potenza    | 1 - 0  | 2 - 1   |
| Cosenza    | Rende      | 1 - 0  | 0 - 0   |
| Palmese    | Potenza    | 0 - 2  | 0 - 3   |
| Potenza    | Cosenza    | 0 - 1  | 1 - 3   |
| Rende      | Palmese    | 4 - 0  | 1 - 0   |

### Girone Y
| Squadra     | P.ti | G | V | N | P | GF | GS | DR  |
| ----------- | ---- | - | - | - | - | -- | -- | --- |
| 1. Messina  | 8    | 6 | 3 | 2 | 1 | 8  | 3  | + 5 |
| 2. Reggina  | 7    | 6 | 2 | 3 | 1 | 4  | 2  | + 2 |
| 3. Siracusa | 5    | 6 | 1 | 3 | 2 | 3  | 4  | - 1 |
| 4. Gioiese  | 4    | 6 | 0 | 4 | 2 | 2  | 8  | - 6 |

| Squadra #1 | Squadra #2 | Andata | Ritorno |
| ---------- | ---------- | ------ | ------- |
| Reggina    | Messina    | 2 - 0  | 0 - 2   |
| Siracusa   | Gioiese    | 2 - 0  | 1 - 1   |
| Gioiese    | Messina    | 1 - 1  | 0 - 4   |
| Reggina    | Siracusa   | 2 - 0  | 0 - 0   |
| Gioiese    | Reggina    | 0 - 0  | 0 - 0   |
| Messina    | Siracusa   | 1 - 0  | 0 - 0   |

### Girone Z
| Squadra    | P.ti | G | V | N | P | GF | GS | DR  |
| ---------- | ---- | - | - | - | - | -- | -- | --- |
| 1. Akragas | 8    | 6 | 3 | 2 | 1 | 6  | 6  | = 0 |
| 2. Marsala | 7    | 6 | 3 | 1 | 2 | 9  | 4  | + 5 |
| 3. Alcamo  | 6    | 6 | 2 | 2 | 2 | 5  | 4  | + 1 |
| 4. Licata  | 3    | 6 | 1 | 1 | 4 | 3  | 9  | - 6 |

| Squadra #1 | Squadra #2 | Andata | Ritorno |
| ---------- | ---------- | ------ | ------- |
| Alcamo     | Akragas    | 3 - 0  | 0 - 0   |
| Marsala    | Licata     | 1 - 0  | 4 - 0   |
| Akragas    | Marsala    | 1 - 0  | 2 - 2   |
| Licata     | Alcamo     | 1 - 1  | 1 - 0   |
| Alcamo     | Marsala    | 1 - 0  | 0 - 2   |
| Licata     | Akragas    | 0 - 1  | 1 - 2   |

## Qualificazioni per i sedicesimi di finale
Alle 24 squadre qualificate si aggiungono di diritto le formazioni classificatesi, nella stagione precedente, dal 3º al 6º di ogni girone di C1 (L.R. Vicenza, Modena, Triestina, Padova, Nocerina, Salernitana, Benevento e Paganese) e le 4 retrocesse dalla B (Rimini, Brescia, Spal e Pescara).

Le 8 squadre sorteggiate per ridurre da 36 a 32 i club per i sedicesimi si affrontano in gare di andata e ritorno.
| Squadra 1   | Totale | Squadra 2 | Andata     | Ritorno    |
| ----------- | ------ | --------- | ---------- | ---------- |
|             |        |           | 13.10.1982 | 27.10.1982 |
| Gorizia     | 3 - 5  | Triestina | 2 - 2      | 1 - 3      |
| Nocerina    | 1 - 2  | Benevento | 0 - 1      | 1 - 1      |
| Salernitana | 2 - 5  | Barletta  | 1 - 4      | 1 - 1      |
| Cosenza     | 2 - 3  | Messina   | 1 - 2      | 1 - 1      |

## Fase finale

### Sedicesimi di finale
| Squadra 1   | Totale | Squadra 2           | Andata         | Ritorno         |
| ----------- | ------ | ------------------- | -------------- | --------------- |
|             |        |                     | dal 10.11.1982 | all' 08.12.1982 |
| Sanremese   | 2 - 0  | Derthona            | 0 - 0          | 2 - 0           |
| Novara      | 2 - 5  | Brescia             | 2 - 1          | 0 - 4           |
| Piacenza    | 1 - 3  | SPAL                | 1 - 1          | 0 - 2           |
| Treviso     | 4 - 0  | Lanerossi Vicenza   | 2 - 0          | 2 - 0           |
| Carrarese   | 4 - 3  | Modena              | 2 - 0          | 2 - 3           |
| Prato       | 2 - 3  | Rondinella Marzocco | 0 - 1          | 2 - 2           |
| Parma       | 3 - 4  | Triestina           | 3 - 1          | 0 - 3 (dts)     |
| Legnano     | 2 - 1  | Padova              | 0 - 0          | 2 - 1           |
| Rimini      | 2 - 1  | Jesi                | 0 - 0          | 2 - 1 (dts)     |
| Maceratese  | 1 - 7  | Fano                | 1 - 4          | 0 - 3           |
| Benevento   | 6 - 2  | Banco di Roma       | 2 - 0          | 4 - 2           |
| Francavilla | 0 - 1  | Pescara             | 0 - 0          | 0 - 1           |
| Carbonia    | 3 - 4  | Campania            | 2 - 3          | 1 - 1           |
| Casertana   | 2 - 2  | Paganese            | 1 - 1          | 1 - 1 (3-4 dcr) |
| Barletta    | 3 - 1  | Gioventù Brindisi   | 2 - 0          | 1 - 1           |
| Messina     | 1 - 3  | Akragas             | 1 - 0          | 0 - 3           |

### Ottavi di finale
| Squadra 1 | Totale | Squadra 2           | Andata           | Ritorno         |
| --------- | ------ | ------------------- | ---------------- | --------------- |
|           |        |                     | dall' 08.12.1982 | al 27.01.1983   |
| Brescia   | 1 - 2  | Sanremese           | 1 - 1            | 0 - 1           |
| SPAL      | 2 - 3  | Treviso             | 2 - 1            | 0 - 2           |
| Carrarese | 3 - 2  | Rondinella Marzocco | 2 - 1            | 1 - 1           |
| Legnano   | 2 - 1  | Triestina           | 2 - 0            | 0 - 1           |
| Rimini    | 1 - 2  | Fano                | 0 - 0            | 1 - 2           |
| Benevento | 1 - 3  | Pescara             | 1 - 1            | 0 - 2           |
| Campania  | 2 - 2  | Paganese            | 2 - 1            | 0 - 1 (6-8 dcr) |
| Akragas   | 1 - 3  | Barletta            | 1 - 1            | 0 - 2 (dts)     |

### Quarti di finale
| Squadra 1 | Totale | Squadra 2 | Andata     | Ritorno         |
| --------- | ------ | --------- | ---------- | --------------- |
|           |        |           | 23.02.1983 | 09 e 16.03.1983 |
| Treviso   | 1 - 2  | Sanremese | 1 - 0      | 0 - 2           |
| Legnano   | 1 - 2  | Carrarese | 0 - 1      | 1 - 1           |
| Pescara   | 2 - 3  | Fano      | 0 - 0      | 2 - 3           |
| Barletta  | 0 - 3  | Paganese  | 0 - 1      | 0 - 2           |

### Semifinali
| Squadra 1 | Totale | Squadra 2 | Andata     | Ritorno         |
| --------- | ------ | --------- | ---------- | --------------- |
|           |        |           | 27.03.1983 | 23 e 24.04.1983 |
| Sanremese | 0 - 1  | Carrarese | 0 - 0      | 0 - 1           |
| Paganese  | 2 - 3  | Fano      | 2 - 1      | 0 - 2           |

## Finali
| Squadra 1 | Totale | Squadra 2 | Andata     | Ritorno    |
| --------- | ------ | --------- | ---------- | ---------- |
|           |        |           | 12.06.1983 | 15.06.1983 |
| Fano      | 1 - 5  | Carrarese | 0 - 2      | 1 - 3      |

### Andata
| Arbitro: | Boschi (Parma) |

|  |           |                       |
|  | Marcatori | 7’ Landi 68’ Di Carlo |

| Fano          |    |             |  |     |
|               |    |             |  |     |
| P             | 1  | Frison      |  |     |
| D             | 2  | Cazzola     |  |     |
| C             | 3  | Allievi     |  |     |
|               | 4  | Bolis       |  | 77’ |
| D             | 5  | Mozzini     |  |     |
| C             | 6  | Sandreani   |  |     |
| C             | 7  | Messersì    |  |     |
|               | 8  | Garbuglia   |  |     |
|               | 9  | Talevi      |  |     |
|               | 10 | Mugianesi   |  |     |
|               | 11 | Mochi       |  |     |
| Sostituzioni: |    |             |  |     |
| A             |    | Cornacchini |  | 77’ |
| Allenatore:   |    |             |  |     |
| Enzo Robotti  |    |             |  |     |

| Carrarese      |    |           |  |     |
|                |    |           |  |     |
| P              | 1  | Aliboni   |  |     |
|                | 2  | Bobbiesi  |  |     |
|                | 3  | Rossi     |  |     |
| D              | 4  | Bosco     |  |     |
|                | 5  | Panizza   |  |     |
|                | 6  | Taffi     |  |     |
|                | 7  | Corsi 85’ |  |     |
|                | 8  | Landi     |  |     |
| A              | 9  | Bressani  |  |     |
| C              | 10 | Di Carlo  |  | 71’ |
|                | 11 | Del Nero  |  | 68’ |
| Sostituzioni:  |    |           |  |     |
|                |    | Moschetti |  | 85’ |
|                |    | Araldi    |  | 71’ |
|                |    | Lombardi  |  | 68’ |
| Allenatore:    |    |           |  |     |
| Corrado Orrico |    |           |  |     |

### Ritorno
| Arbitro: | Pellicanò (Reggio Calabria) |

|                                              |           |           |
| Allievi 14’ (aut.) Lombardi 27’ Bressani 85’ | Marcatori | 41’ Mochi |

| Carrarese      |    |           |  |     |
|                |    |           |  |     |
| P              | 1  | Aliboni   |  |     |
|                | 2  | Bobbiesi  |  |     |
|                | 3  | Rossi     |  |     |
| D              | 4  | Bosco     |  |     |
|                | 5  | Panizza   |  |     |
|                | 6  | Taffi     |  |     |
|                | 7  | Landi     |  |     |
|                | 8  | Lombardi  |  |     |
| A              | 9  | Bressani  |  |     |
| C              | 10 | Di Carlo  |  | 71’ |
|                | 11 | Araldi    |  |     |
| Sostituzioni:  |    |           |  |     |
|                |    | Remondina |  | 71’ |
| Allenatore:    |    |           |  |     |
| Corrado Orrico |    |           |  |     |

| Fano          |    |           |  |     |
|               |    |           |  |     |
| P             | 1  | Frison    |  |     |
| D             | 2  | Cazzola   |  |     |
|               | 3  | Capra     |  |     |
|               | 4  | Tondi     |  |     |
| D             | 5  | Mozzini   |  |     |
| C             | 6  | Sandreani |  |     |
|               | 7  | Bolis     |  | 46’ |
| C             | 8  | Allievi   |  |     |
|               | 9  | Talevi    |  |     |
|               | 10 | Mugianesi |  | 53’ |
|               | 11 | Mochi     |  |     |
| Sostituzioni: |    |           |  |     |
|               |    | Garbuglia |  | 46’ |
|               |    | Napoli    |  | 53’ |
| Allenatore:   |    |           |  |     |
| Enzo Robotti  |    |           |  |     |